# Lake Ruataniwha
Der Lake Ruataniwha ist ein Stausee im Mackenzie-Becken auf der Südinsel Neuseelands.

## Geographie
Der See liegt 2 km südlich der Stadt Twizel in der Regionen Canterbury. Er entstand als Teil eines Wasserkraftprojektes am Ōhau River. Die Māori gaben dem See seinen Namen Ruataniwha („zwei Taniwha“) nach diesen Wesen aus ihrer Mythologie.

## Ruderstrecke
Der Lake Ruataniwha ist eine der wichtigsten Ruderstrecken Neuseelands. Der Ruderkurs wurde bereits markiert und Anker für die Markierungsbojen angebracht, bevor der See geflutet wurde. Diese und andere Arbeiten zur Vorbereitung der Ruderstrecke waren eigentlich nicht Teil des Wasserkraftprojektes. Sie wurden auf Veranlassung des Projektingenieurs Max Smith durchgeführt. Diese eigentlich als Dienst an der Öffentlichkeit gedachten Arbeiten führten zu einer Kontroverse, die zu seinem vorzeitigen Ruhestand führte.
Auf der Strecke findet jedes zweite Jahr der Maadi Cup, die Schulrudermeisterschaften für unter 18-jährige High-School-Schüler statt.

## Kraftwerke Ohau A, B und C
Der Lake Ruataniwha entstand durch den Bau eines Staudamms in den Jahren 1978 bis 1981, um die Kraftwerke Ohau B und C mit Wasser zu versorgen. Der New Zealand State Highway 8 führt über diesen Damm.
Von 1971 bis 1979 wurde das Kraftwerk Ohau A errichtet, das über Kanäle mit Wasser aus den Seen Lake Ōhau und Lake Pukaki versorgt wird. Nachdem das Wasser Ohau A passiert hat, fließt es in den Lake Ruataniwha. Die Kraftwerke Ohau B und C wurden in den Jahren 1977 bis 1985 errichtet. Sie werden über einen Kanal mit Wasser aus dem Lake Ruataniwha versorgt.